# Nick Job

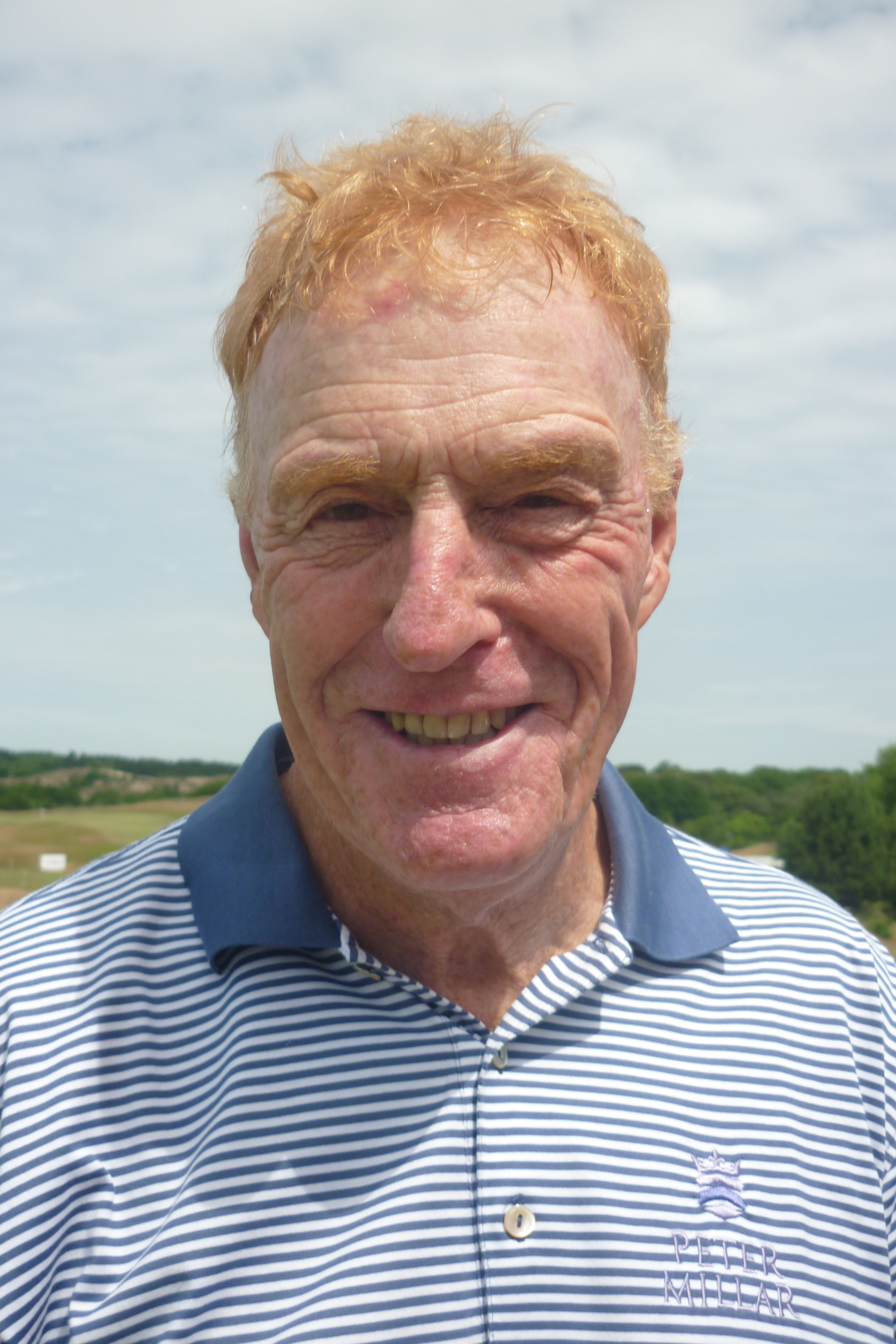
Nick Job

Nicolas James Job (Haslemere, 27 juli 1949) is een Engelse golfprofessional.
Nick Job werd al op 16-jarige leeftijd professional. Vanaf de start van de Europese Tour in 1972 deed hij aan die toernooien mee. Sinds 1999 speelt hij op de Senior Tour.

## Gewonnen
- 1969: Gor-Ray Under 24's tournament
- 1970: BUA Rising Star Tournament
- 1976: Victoria Falls Classic (Zimbabwe)

### European Seniors Tour
- 2000: TotalFina Elf Seniors Open
- 2001: Lawrence Batley Seniors
- 2005: Scottish Senior Open
- 2007: The Gloria Classic
- 2008: Weston Homes PGA International Seniors op Stoke by Nayland met -14